# Фрідріх Вельвич
Фрідріх Мартін Йозеф Вельвич (1806–1872) — австрійський (словенський) лікар, ботанік, мандрівник, дослідник Африки.
Народився в Каринтії, в невеликому місті Маріа-Заль (нім. Maria Saal в сім'ї словенців. Здобув медичну освіту в Відні, працював лікарем. Прийняв пропозицію зайняти посаду професора ботаніки в Лісабоні . Займався дослідження флори Канарських островів і Мадейри.
За дорученням португальського уряду їздив в Анголу — в той час колонію Португалії. У 1860 році на півдні Анголи відкрив унікальне реліктову голонасінну рослину, яка пізніше була названа на його честь Вельвічія англійським ботаніком Джозефом Гукером (Welwitschia Hook.f., 1863).
У 1863 році Вельвич влаштувався в Лондоні, де провів останні роки життя, розбираючи колекції рослин і комах, зібраних в Анголі. Частина колекції була заповідана їм Британському музею і Ботанічним садам К'ю, що стало причиною судового позову з боку португальського короля Луїша I, який вважав, що всі збори Вельвича були національним надбанням Португалії.

## Основні праці
- Beiträge zur kryptogamischen Flora Unterösterreichs. // Beiträge zur Landeskunde Österreichs, vol. 4, 1 834.
- Synopsis Nostochinearum Austriae inferioris. PhD Thesis. Відень, 1836.
- Genera Phycearum Lusitanae. (= Actas da Academia das Ciências de Lisboa). Лісабон 1850.
- Apontamentos Fito-geograficos sobre a Flora da Província de Angola na Africa Equinocial . // Anais do Conselho do Ultramarino de oct. 1 858. Лісабон, 1858.
- Sinopse explicativa das amostras de Madeiras e drogas medicinais (…) coligidos na provincia de Angola, e enviados a Exposição Internacional de Londres +1862. Лісабон, 1862.
- Sertum Angolense. // Transactions of the Linnean Society, vol. XXII. Лондон, 1869.
- Notizen über die Bryologie von Portugal. // Flora, 1872.